# Bless Yo Trap
Bless Yo Trap è un mixtape collaborativo del rapper statunitense Smokepurpp e del produttore discografico canadese Murda Beatz, pubblicato nel 2018.

## Tracce
1. 123 – 2:50
2. Big Dope – 2:35
3. Do Not Disturb (featuring Lil Yachty & Offset) – 2:37
4. Pockets – 3:13
5. Good Habits – 1:18
6. Mayo – 2:47
7. Pray (featuring ASAP Ferg) – 2:36
8. Bumblebee – 2:00
9. Way – 1:54
10. For the Gang – 1:39
11. Wokstar – 1:29